# Violence Against Women
A Violence Against Women (Nők elleni erőszak) egy nőkkel kapcsolatos tanulmányokat közzétevő lektorált tudományos folyóirat. A folyóirat főszerkesztője Claire M. Renzetti (University of Kentucky; Kentucky Egyetem). A folyóirat 1995-ben alakult, jelenleg a SAGE Publications teszi közzé. A folyóirat olyan témákkal foglalkozik, mint például a családon belüli erőszak, szexuális erőszak és a vérfertőzés.

## Referenciák, indexelés
A nők elleni erőszakra a Scopusban illetve a Social Sciences Citation Indexben hivatkoznak. A Journal Citation Reports szerint, a folyóirat 2014-es hatásfoka  1.191, így 8. a 41 női tanulmányokkal foglalkozó  folyóirat között.